# Chrysopa bolivarensis
Chrysopa bolivarensis är en insektsart som beskrevs av Navás 1929. Chrysopa bolivarensis ingår i släktet Chrysopa och familjen guldögonsländor. Inga underarter finns listade i Catalogue of Life.